# Cal Gomà
Cal Gomà és un habitatge a la confluència de les places de l'Oli i de Jaume I, cantonada amb el carrer de Ferran a Vilafranca del Penedès (Alt Penedès) protegit com a bé cultural d'interès local.
Aquest edifici és un dels més singulars de Vilafranca, i contribueix a la configuració de la imatge del centre històric de la vila. Es tracta d'una casa pairal d'origen gòtic i entre mitgeres. Consta de planta soterrani, planta baixa, un pis i golfes, sota coberta de teula àrab. Hi ha finestres coronelles gòtiques de tres arcs a la façana del carrer Ferran. La façana principal apareix modificada. Cal destacar el tractament donat a les golfes, mitjançant un sistema de finestres seguides.
El Casal Gomà, d'origen medieval, va ser casa pairal del bisbe Josep Torras i Bages (1846-1916). Ha estat modificada en diverses ocasions. El 30 de setembre de 1946 fou inaugurada com a Biblioteca Popular de la Diputació de Barcelona (Biblioteca Torras i Bages). Posteriorment, davant del perill d'esfondrament de l'edifici, la biblioteca es va traslladar. Una vegada restaurada convenientment va ser inaugurada l'11 de setembre de 1982.